# Whitehall (Schiff)
Die USS PCE(R)-856, später USS Whitehall (PCE-856), war ein U-Boot-Jäger mit Sanitätsbereich der PCE(R)-848-Klasse der US Navy. Sie wurde am 21. April 1944 in Dienst gestellt und war eins der vielen Begleitschiffe der US Navy während der Schlacht von Okinawa. Nach dem Krieg war sie ein Ausbildungsschiff für Reservisten. 1973 wurde sie auf Abbruch verkauft.

## Geschichte

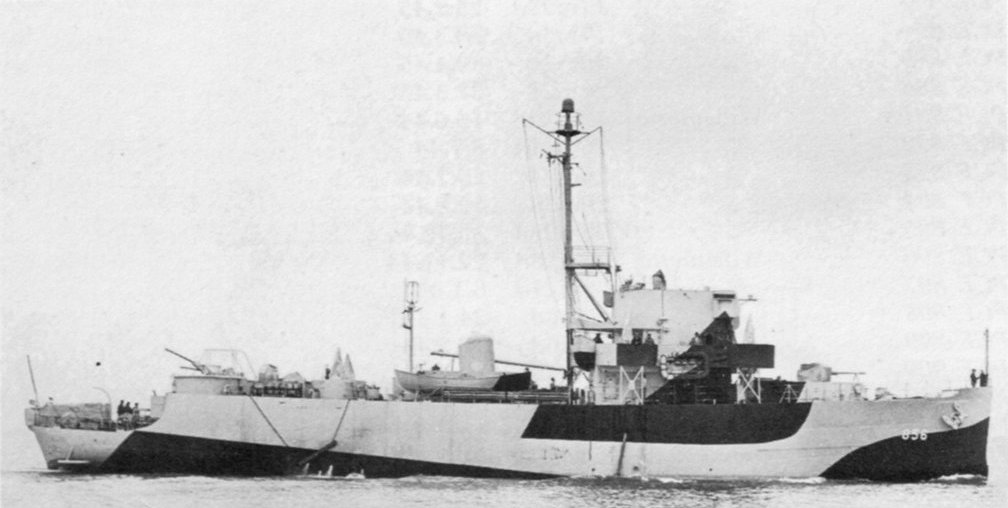
USS PCE(R)-856 mit Tarnanstrich und kleiner Bugnummer, ca. 1944–1945

Das Schiff wurde im April 1944 in Dienst gestellt und blieb in Chicago bis zum frühen Dezember 1944. Am 7. Dezember 1944 verließ das Schiff Chicago und nahm über die Flüsse Kurs auf New Orleans.
Als sie am 18. Dezember 1944 New Orleans erreichte, musste sie dort zwei Monate wegen Antriebsschäden verbringen. Am 17. Februar 1945 verließ sie New Orleans mit Kurs auf Miami. In dieser Zeit bis zum 8. März 1945 wurde die Mannschaft weiter ausgebildet.
Nach weiteren Reparaturen und dem Abschluss der Ausbildung wurde das Schiff am 11. April 1945 nach Hawaii verlegt, wo PCE(R)-865 am 5. Mai 1945 ankam. Sie verließ Oʻahu am 19. Mai, mit Stops bei Eniwetok, Guam und Ulithi und erreichte Okinawa am 18. Juni 1945 wo sie ihre Aufgaben in der U-Boot Abwehr aufnahm und bei der Einnahme von Kume Shima zu den Teilnehmern der Operation gehörte.
Am 25. Juli 1945 verließ sie Okinawa in Richtung der Philippinen, welche sie am 30. Juli 1945 bei Leyte erreichte. Dort verblieb sie um Reparaturen vorzunehmen. Am 15. Oktober verließ sie die Philippinen und erreichte Pearl Harbor am 6. November 1945. Von 1946 bis 1960 war sie in der Reserve Fleet, wurde aber nicht eingemottet, sondern war Teil des Naval Reserve Training Program. 1950 und 1956 wurde sie wieder in den aktiven Dienst versetzt, verblieb aber trotzdem bei der Reserve Fleet, ihr Einsatzhafen war Philadelphia von wo sie ihr Einsatzgebiet entlang der Ostküste der Vereinigten Staaten hatte. 1956 wurde sie auch in PCE-856 Whitehall umgewidmet. Vom 6. Mai 1960 bis zu ihrer Außerdienststellung am 1. Juli 1970 war sie in Cleveland stationiert. Am 17. Mai 1973 wurde sie auf Abbruch verkauft.
Der Schiffsname Whitehall bezieht sich auf die Stadt Whitehall im Bundesstaat New York, der Geburtsort der Navy.